# ŽRK Budućnost
Ženski rukometni klub Budućnost (ŽRK Budućnost) är en handbollsklubb från Podgorica i Montenegro, bildad 13 februari 1949. Klubben vann EHF Women's Champions League 2012 och 2015.

## Spelartrupp 2023/24
| Nr | Land       | Pos | Namn                  |
| -- | ---------- | --- | --------------------- |
| 1  | Montenegro | MV  | Anastasija Babović    |
| 12 | Frankrike  | MV  | Armelle Attingré      |
| 16 | Tyskland   | MV  | Ann-Cathrin Giegerich |
| 2  | Montenegro | H6  | Anastasija Marsenić   |
| 9  | Montenegro | H9  | Jelena Vukčević       |
| 11 | Montenegro | M6  | Ivana Godec           |
| 13 | Montenegro | M6  | Andrijana Popović     |
| 14 | Montenegro | H9  | Katarina Džaferović   |
| 15 | Frankrike  | V9  | Kalidiatou Niakaté    |
| 19 | Turkiet    | V9  | Neslihan Çalışkan     |

| Nr | Land       | Pos | Namn                      |
| -- | ---------- | --- | ------------------------- |
| 21 | Brasilien  | H6  | Adriana Cardoso de Castro |
| 24 | Montenegro | H9  | Tanja Ivanović            |
| 33 | Montenegro | M9  | Vanesa Agović             |
| 44 | Bulgarien  | V9  | Mari Plamenova Tomova     |
| 45 | Ungern     | V9  | Noémi Háfra               |
| 88 | Montenegro | V6  | Nađa Kadović              |
| 90 | Montenegro | M9  | Milena Raičević           |
| 91 | Montenegro | V6  | Ivona Pavićević           |
| 97 | Montenegro | M6  | Nikolina Vukčević         |

## Kända spelare (i urval)
- Sonja Barjaktarović
- Katarina Bulatović
- Camilla Dalby
- Ana Đokić
- Marija Jovanović
- Milena Knežević
- Cristina Neagu
- Andrea Lekić
- Dragana Cvijić
- Bojana Popović
- Jovanka Radičević
- Maja Savić
- Majda Mehmedović
- Clara Woltering